# دنیاگیری کووید-۱۹ در آلمان
همه‌گیری جهانی کروناویروس در ۲۷ ژانویه سال ۲۰۲۰ در آلمان تأیید شد. اولین مورد مبتلا به COVID-19 در بایرن تأیید شد. اکثر موارد COVID-19 در ژانویه و اوایل فوریه از دفتر مرکزی Webasto در بایرن سرچشمه گرفته و به نظر می‌رسد از آنجا به شمال ایتالیا، جایی که مراکز Webasto در آنجا قرار دارد گسترش یافته‌است. سپس خوشه‌های جدیدی توسط مسافرانی از ایران، ایتالیا و چین معرفی شدند. کنترل بیماریهای واگیر دار توسط انستیتوی روبرت کخ طبق یک برنامه همه گیر ملی توصیه می‌شود. در حال حاضر شیوع این بیماری در مرحله مهار اداره می‌شود، اگرچه آلمان کشوری است که از ششمین مورد مثبت در جهان برخوردار است، اما از ۹ مارس فقط دو مورد تلفات دیده‌است.

## واکنش‌های دولت
آنگلا مرکل صدراعظم آلمان روز چهارشنبه گفت آلمان اقدامات حفظ فاصله اجتماعی را که ماه گذشته برای کاهش سرعت گسترش ویروس کرونا آغاز کرد، تا ۱۹ آوریل تمدید خواهد کرد و دولت وضعیت را پس از تعطیلات عید پاک بازنگری خواهد نمود.
مرکل پس از کال کنفرانسی که با ۱۶ رهبر ایالت‌های آلمان داشت به خبرنگاران گفت، «ما برخی تأثیرات کم (بر اثر اقدامات) را می‌بینیم، ولی از جایی که باید باشیم خیلی فاصله داریم». وی از مردم خواست که در خلال تعطیلات عید پاک سفر نکنند و گفت، «ما می‌دانیم که اپیدمی ملاحظه تعطیلات را نمی‌کند».